# 林星辰
林星辰（1985年6月4日 －），新北市成棒隊球員，台灣棒球選手，守備位置為外野手。

## 經歷
- 臺北縣成功國小少棒隊
- 臺北縣新泰國中青少棒隊
- 臺北縣穀保家商青棒隊
- 萬能科大棒球隊[1]
- 兄弟象隊代訓球員
- 中華職棒兄弟象，2006年背號81，2007年背號53[2]
- 臺北縣成棒隊，2010年台北縣升格成新北市後，名稱變更為新北市成棒隊[3]

## 外部連結
- 林星辰在台灣棒球維基館上的頁面（繁體中文）